# گروبل فورسی
گروبل فورسی (انگلیسی: Greubel Forsey) شرکت کالای لوکس سوئیسی است، که در سال ۲۰۰۴ تأسیس شد.